# Beto Almeida
Beto Almeida, właśc. Roberto de Almeida (ur. 5 kwietnia 1955 w Porto Alegre) – brazylijski trener piłkarski.

## Kariera trenerska
Karierę szkoleniowca rozpoczął w 1998 roku. Trenował kluby Kawasaki Frontale, Porto Alegre-RS, São José-RS, Esportivo, EC Juventude, Brasil de Pelotas, CRAC-MT, Veranópolis, Guaraní, Pelotas, CSA, São Luiz, ASA i União Frederiquense

## Sukcesy i odznaczenia

### Sukcesy trenerskie
CSA
- wicemistrz Campeonato Alagoano: 2013